# Tatiana Dumenti
Tatiana Dumenti (São Leopoldo, 18 de junho de 1989) é uma modelo e apresentadora brasileira. Atualmente apresenta reportagens no programa Autoesporte da TV Globo.